# Leeuwarderadeel
Leeuwarderadeel (vestfrisisk: Ljouwerteradiel) er en kommune i provinsen Frisland i Nederlandene. Kommunens samlede areal udgør 41,38 km2 (hvoraf 0,58 km2 er vand) og indbyggertallet er på 10.553 indbyggere (2005).